# Verruga genital
Las verrugas genitales (condilomas o condiloma acuminata) son una infección de transmisión sexual altamente contagiosa, causada por el virus del papiloma humano (VPH). Se transmite al tener relaciones sexuales por vía oral, genital o anal con una persona infectada.

## Cuadro clínico

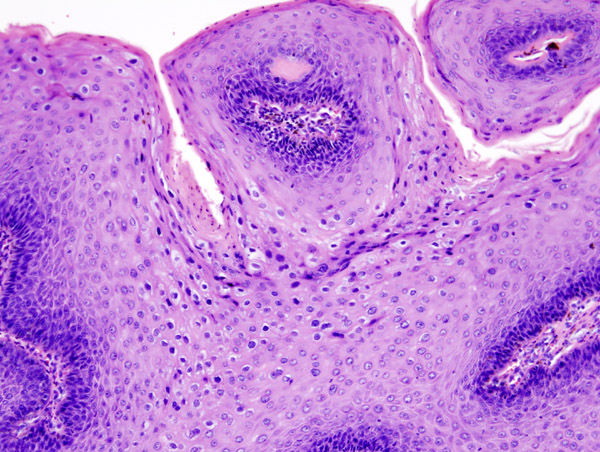
Visto con un microscopio

El síntoma principal es la aparición de verrugas en los órganos sexuales. Los condilomas se presentan a menudo en aglomeraciones y pueden ser muy pequeñas o pueden extenderse en grandes masas sobre el área genital o anal.
En las mujeres, las verrugas se presentan en las partes interior y exterior de la vagina, en la abertura (cérvix) hacia el vientre (útero) o alrededor del ano. En los hombres, las verrugas genitales son menos comunes. En caso de presentarlas, se pueden observar generalmente en la cabeza del pene. También se pueden encontrar en el cuerpo de este, en el escroto o alrededor del ano. Se da el caso, poco común, que se presentan verrugas genitales en la boca o garganta de un individuo que ha practicado sexo oral con una persona infectada.
Embarazo y nacimiento
Las verrugas genitales pueden causar numerosos problemas durante el embarazo. A veces se agrandan en este periodo, dificultando la micción. Si las verrugas se presentan dentro de la vagina, pueden disminuir su elasticidad y causar obstrucción durante el parto.
En raras ocasiones, un bebé cuya madre presenta la infección desarrollará verrugas en la garganta (papilomatosis laríngea). Aunque poco común, es una condición potencialmente mortal para el niño que requiere frecuentemente cirugía por láser para evitar obstrucciones en los conductos respiratorios. Estudios sobre el uso de la terapia de interferón combinada con la cirugía por láser indican que este fármaco puede ayudar a desacelerar el curso de este mal.

## Diagnóstico

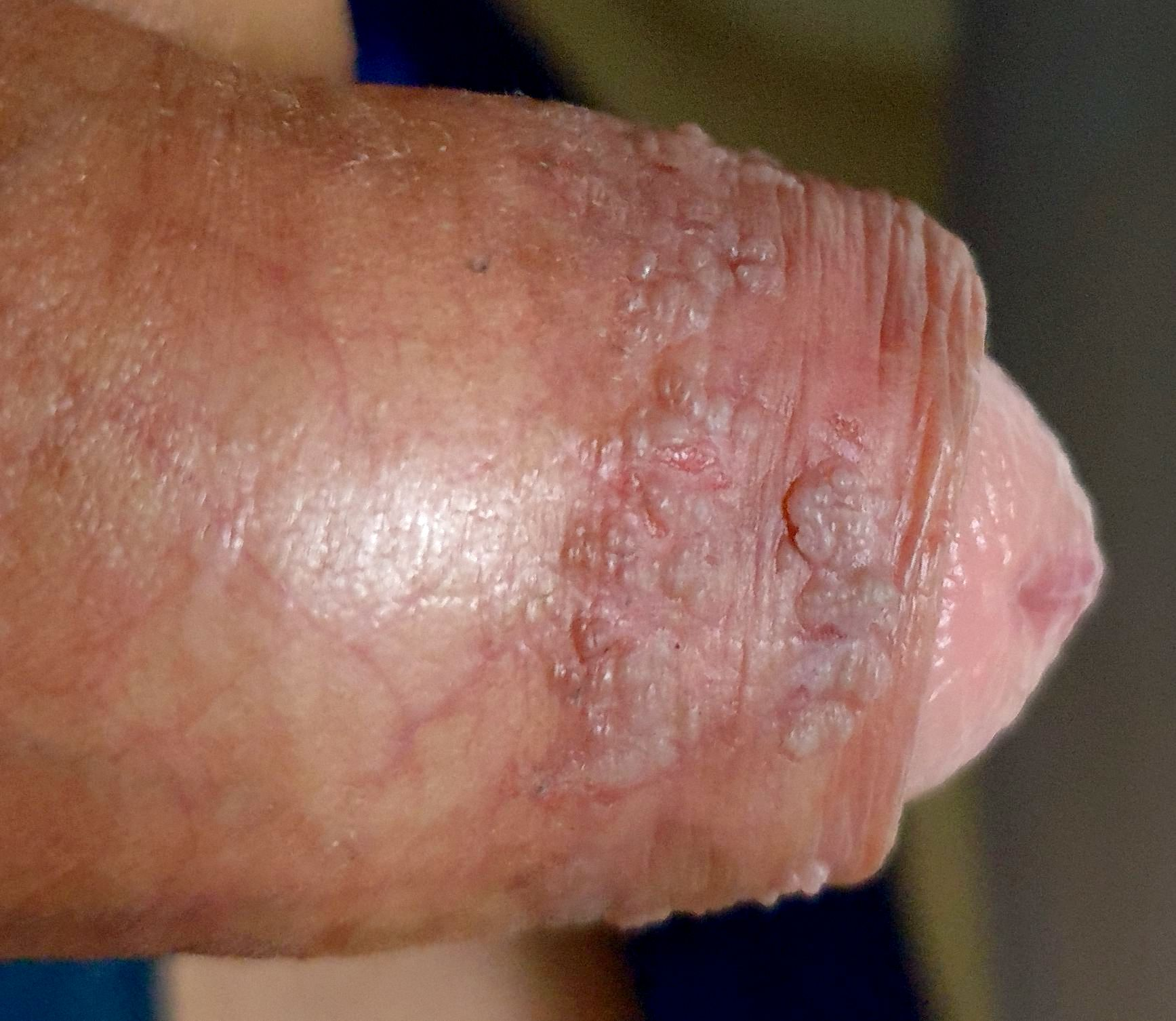
Verrugas genitales en el prepucio.

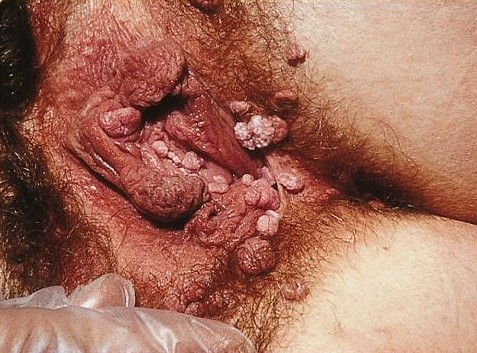
Verrugas genitales en la vulva.

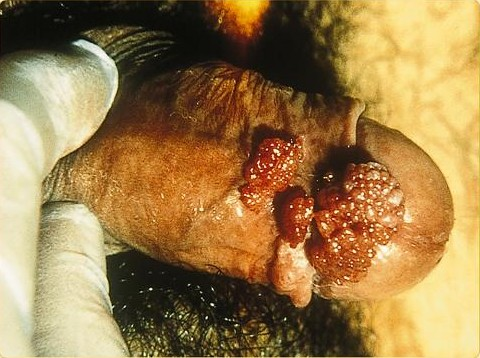
Verrugas genitales en el pene.

Se diagnostica esta infección con sólo observarla en un paciente. Las mujeres con verrugas genitales deben someterse también a un examen para detectar posibles verrugas en el cuello uterino. Hay evidencia de que la infección por el VPH puede causar cáncer cérvicouterino.
El médico puede identificar verrugas en tejido genital, que de otro modo serían invisibles, mediante la aplicación de vinagre (ácido acético) sobre áreas en que se sospeche la presencia de infección. Esta medida provoca que las áreas infectadas se tornen blancuzcas, lo que las hace más visibles, más aún si se realiza un procedimiento llamado colposcopia. Durante la colposcopia, el médico usa una lente de aumento para examinar la vagina y cérvix. En algunos casos, el doctor toma una muestra de tejido del cuello uterino (biopsia) y la examina al microscopio.
Una prueba de Papanicolaou también puede indicar la posible presencia de una infección cervical por VPH. En este examen, un empleado de laboratorio examina células tomadas del cérvix bajo el microscopio para ver si son cancerosas. Si el papanicolau de una mujer arroja resultados anormales, es probable que esta tenga una infección por VPH. De ocurrir esto, deberán llevarse a cabo exámenes posteriores para detectar y tratar cualquier problema cervical.

## Tratamiento
Las verrugas genitales a menudo desaparecen sin necesidad de tratamiento. En caso contrario, pueden desarrollar pequeñas carnosidades similares a una coliflor. No hay manera de predecir si las verrugas crecerán o desaparecerán. Por ende, si se sospecha de padecerlas, se debe consultar a un médico para examen y tratamiento de ser necesario.
Dependiendo de los factores como el tamaño y localización de las verrugas, el médico puede ofrecer diversas maneras de tratarlas:
- Imiquimod, una crema de respuesta inmunitaria que se aplica sobre el área infectada.
- Una solución antimitótica (que detiene la mitosis o reproducción celular) de podofilina al 20%, que se aplica sobre el área afectada. Posteriormente -usualmente a las cuatro horas- se lava, para reducir efectos secundarios. Es el profesional quien realiza la cura porque debe aplicar la dosis justa.
- Una solución (loción o gel) de podofiloxina al 0.5%, aplicada con un isopodo directamente sobre la verruga, cuidando de cubrir el área sana con vaselina, es importante evitar dejarlo por mucho tiempo. Puede realizarla el paciente en su hogar bajo asesoramiento profesional.
- Una crema de 5-fluorouracil al 5%.
- Ácido tricloroacético (ATC).
- Utilizar vaselina después de la operación también puede servir para disminuir las molestias ocasionadas por el roce y fricción.

No se debe usar podofilina o podofiloxina durante el embarazo, pues la piel las absorbe y pueden causar defectos de nacimiento al feto. Tampoco debe usarse la crema de 5-fluorouracil.
Si las verrugas son pequeñas, se pueden eliminar por congelación (criocirugía), quemarse (electrocauterización), o tratamiento con láser. Ocasionalmente, deberá realizarse una cirugía para eliminar verrugas demasiado grandes que no responden a los otros tratamientos. Este último podría decirse que es el más efectivo, dada su naturaleza.
Aunque se puede acabar con las verrugas mediante tratamientos, ninguno de ellos acaba con el virus. Debido a esto, las verrugas reaparecen a menudo después de ser tratadas. El virus de acuerdo a estudios recientes PUEDE desaparecer a los 2 o 3 años, el sistema inmunológico lo destruye, es por eso que aunque en una pareja uno muestre síntomas el otro haya sido resistente al virus. También hay posibilidad que NO desaparezca. La mayoría de las infecciones desaparecen en el plazo de 1 o 2 años, pero en algunos casos persisten. La infección persistente causada por algunos tipos de VPH puede causar ciertos tipos de cáncer.
Algunos médicos usan el fármaco antiviral alfa interferón, que se inyecta directamente en las verrugas, para tratar las que reaparecen después de su eliminación por métodos tradicionales. Sin embargo, este fármaco es costoso y no reduce la frecuencia de reaparición de las verrugas.

## Epidemiología
Las infecciones genitales por VPH tienen una prevalencia estimada en los EE. UU. del 10-20% y manifestaciones clínicas en el 1% de la población adulta sexualmente activa. La incidencia de infección por el VPH en los Estados Unidos ha aumentado entre 1975 y 2006. Aproximadamente el 80% de los infectados tienen entre 17 y 33 años de edad. Aunque los tratamientos pueden eliminar las verrugas, no eliminan el VPH, por lo que las verrugas pueden reaparecer después del tratamiento (alrededor del 50-73% de las veces). Las verrugas también pueden retroceder espontáneamente (con o sin tratamiento).
Las teorías tradicionales postulaban que el virus permanecía en el cuerpo durante toda la vida. Sin embargo, los estudios que utilizan técnicas de sensibilidad del ADN han demostrado que a través de la respuesta inmunológica, el virus puede ser eliminado o suprimido a niveles indetectables por las pruebas de reacción en cadena de la polimerasa (PCR). Un estudio que examinó la piel genital para detectar el VPH subclínico usando PCR encontró una prevalencia del 10%.